# Bart chez les dames
Bart chez les dames (Bart After Dark) est le 5e épisode de la saison 8 de la série télévisée d'animation Les Simpson.

## Synopsis
Bart, Nelson et Milhouse jouent avec l'avion de ce dernier. Mais Nelson fait poser l'avion chez une dame que les gamins prennent pour une sorcière. Bart récupère l'avion, mais tombe, casse une gargouille et se fait attraper par la dame, qui le ramène à Homer (Marge et Lisa étant parties décrasser une plage d'une marée noire). Celui-ci veut qu'il travaille pour la dame comme punition et Bart découvre que la maison cache un cabaret, la Maison Derrière. Bart trouve ses tâches amusantes, mais à son retour, Marge l'apprend et veut faire déménager la dame, qui refuse. Elle finit par rassembler la population qui, après une chanson des femmes de la boîte, abandonne le projet de tout casser. Mais Marge débarque avec un bulldozer qui, par inadvertance, démolit la maison et devra travailler comme ventriloque pour rembourser.